# 哲学珠玑

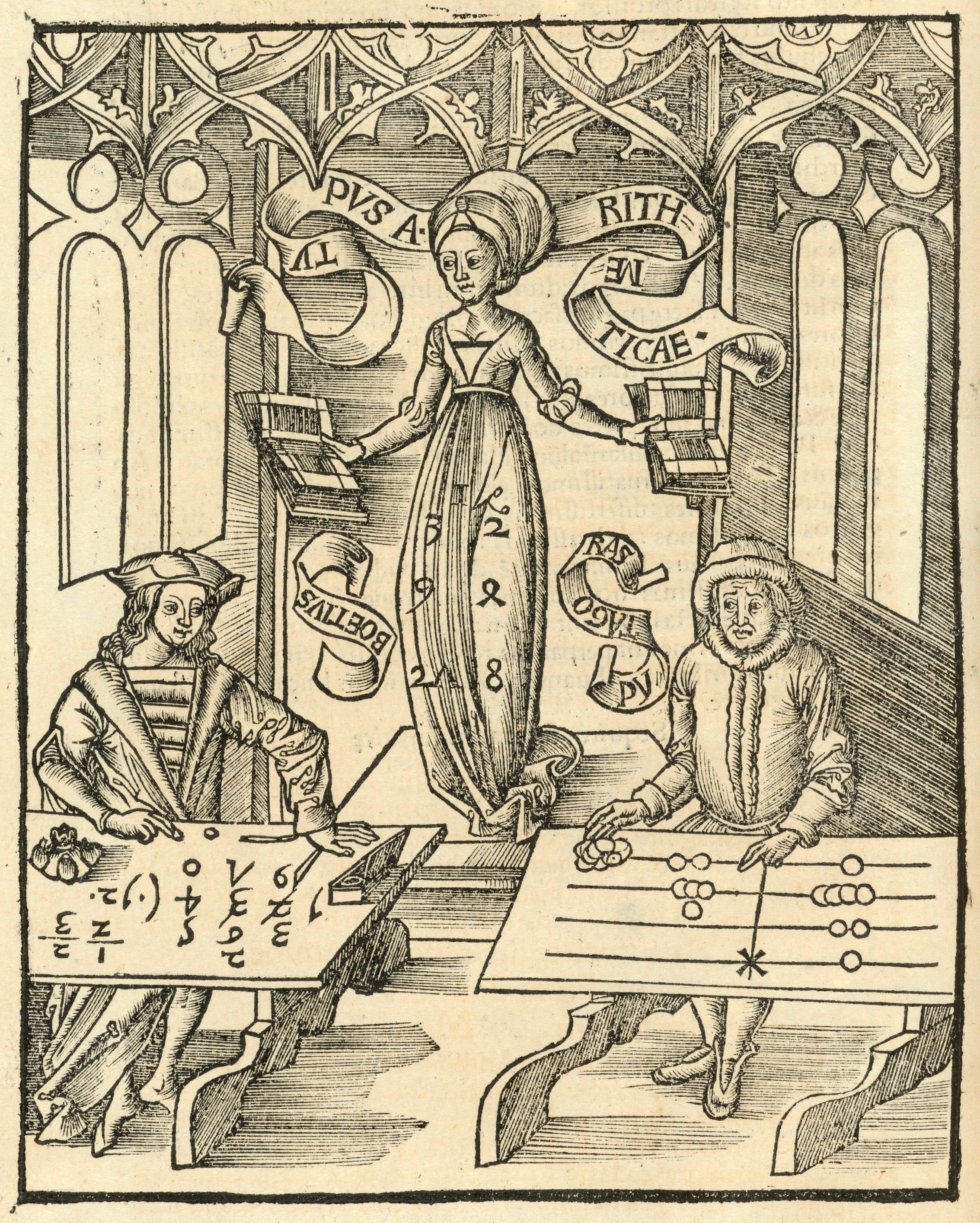
《哲学珠玑》中的插图

《哲学珠玑》（Margarita Philosophica）是16世纪时南德意志的牧师赖希（Gregor Reisch）在海德堡出版的一部百科全书。全书不到200页，包括了当时大学的全部课程内容，包括七艺以及万物起源和心理学、伦理学等。有意大利文版。